# Ricky Rose
Ricky Rose (4 gennaio 1977) è un ex calciatore seychellese, di ruolo portiere.